# Egham
Egham è un paese di 7500 abitanti della contea del Surrey, in Inghilterra, rinomato per il Royal Holloway, un college dell'Università di Londra.

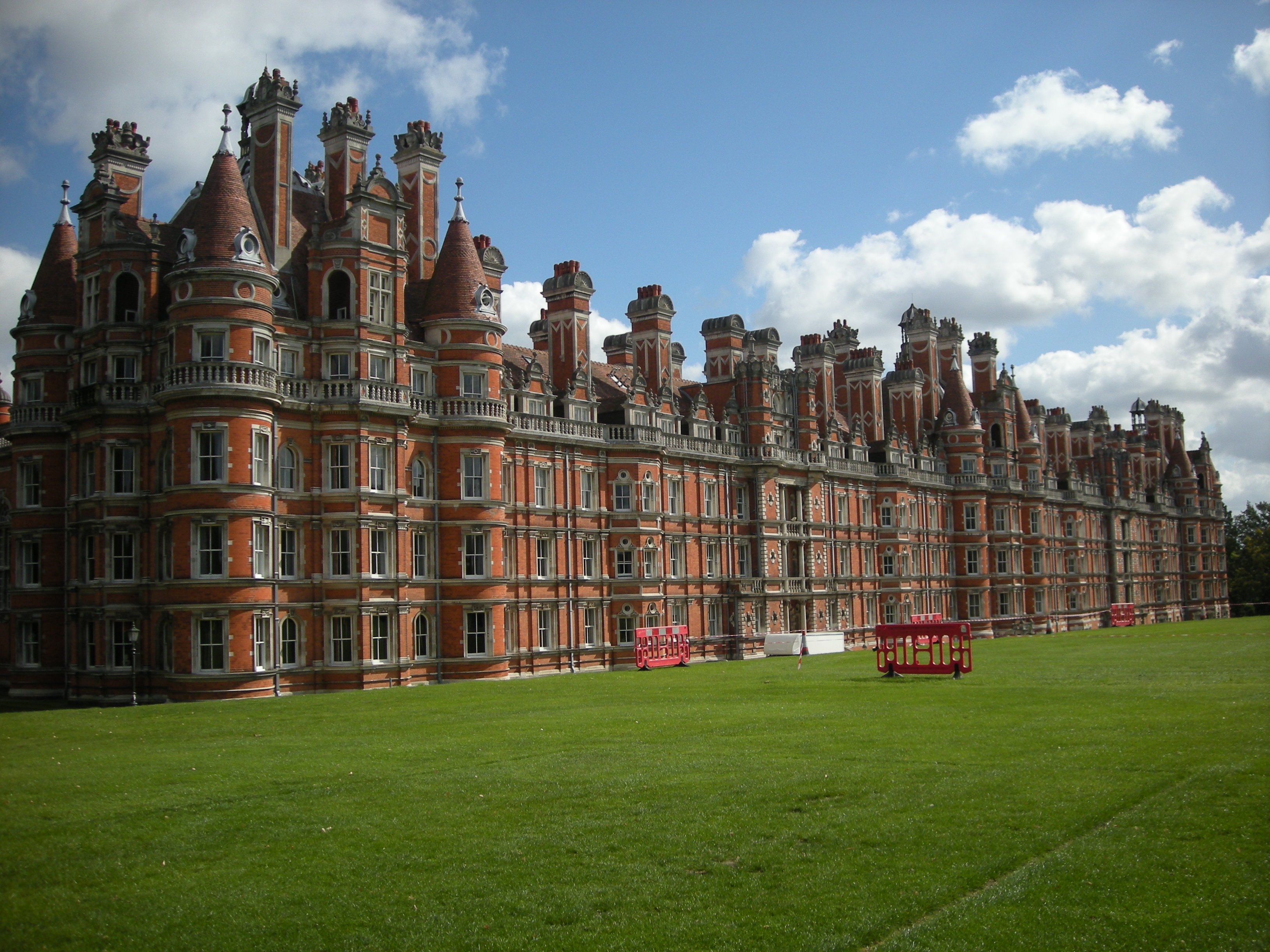
Il Royal Holloway, famoso college